# Compañía Guipuzcoana

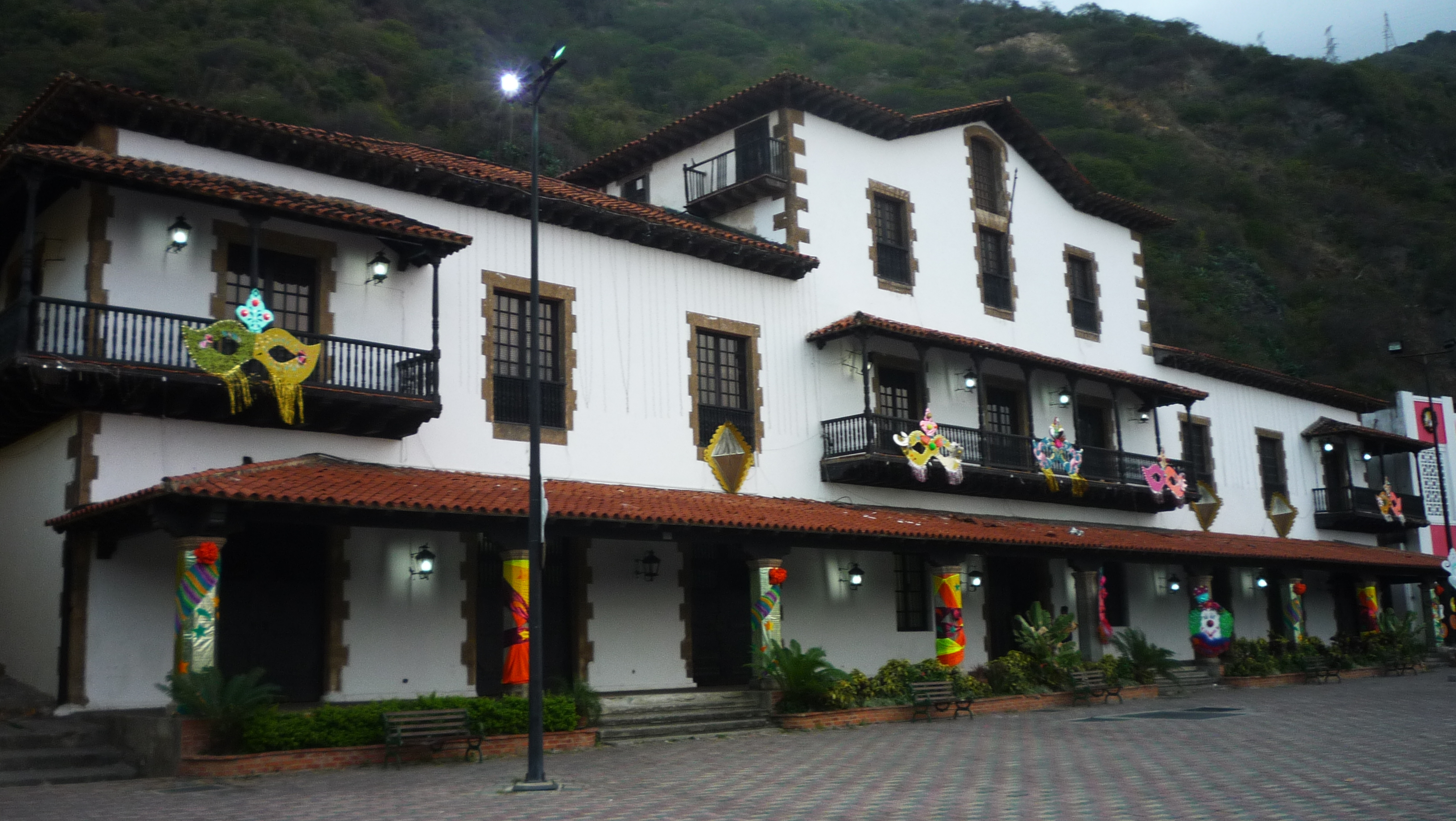
Edificio sede de la Real Compañía Guipuzcoana en La Guaira, estado La Guaira, Venezuela.

La Real Compañía Guipuzcoana de Caracas fue una sociedad mercantil legalmente constituida el 25 de septiembre de 1728, en virtud de una Real cédula del rey Felipe V concedida a comerciantes vascos, principalmente de la provincia de Guipúzcoa, que operó en Venezuela desde 1730 hasta 1785, teniendo gran influencia en el desarrollo económico, cultural, científico, social y político de la Capitanía General de Venezuela.
El contrato contemplaba que la empresa fuese la única autorizada tanto para la importación como la comercialización de toda clase de mercancías europeas en la Provincia de Venezuela, así como para la fijación de precios y compra de los bienes producidos en Venezuela y su comercialización en España. Luego de abastecida la Provincia de Venezuela, la compañía podía comerciar con las provincias de Cumaná, Margarita y Trinidad. Estaba facultada para llegar indistintamente a los puertos de La Guaira o Puerto Cabello, pero en España debía partir de San Sebastián (capital de Guipúzcoa) y de regreso atracar en Cádiz.
Esta compañía comercial es la mejor expresión de una sociedad privilegiada por acciones del Siglo XVIII hispánico. En primer lugar, fue la compañía mercantil por acciones de más larga duración en dicho siglo. En segundo término, fue la que se constituyó con el capital más elevado de la época. Por último fue, dentro de las compañías mercantiles privilegiadas, la que tuvo mayor giro (con un volumen movilizado de 150.000 toneladas), muy por encima de otras coetáneas, como la Compañía de Comercio de Barcelona (que apenas superó las 6000 toneladas).
La antigua sede de la Compañía en Venezuela, un edificio con techo a dos aguas con un pequeño patio interno, típico ejemplo arquitectónico del País Vasco, es en la actualidad un museo. Se encuentra en el puerto venezolano de La Guaira, cercano a Caracas.

## Origen y contexto histórico

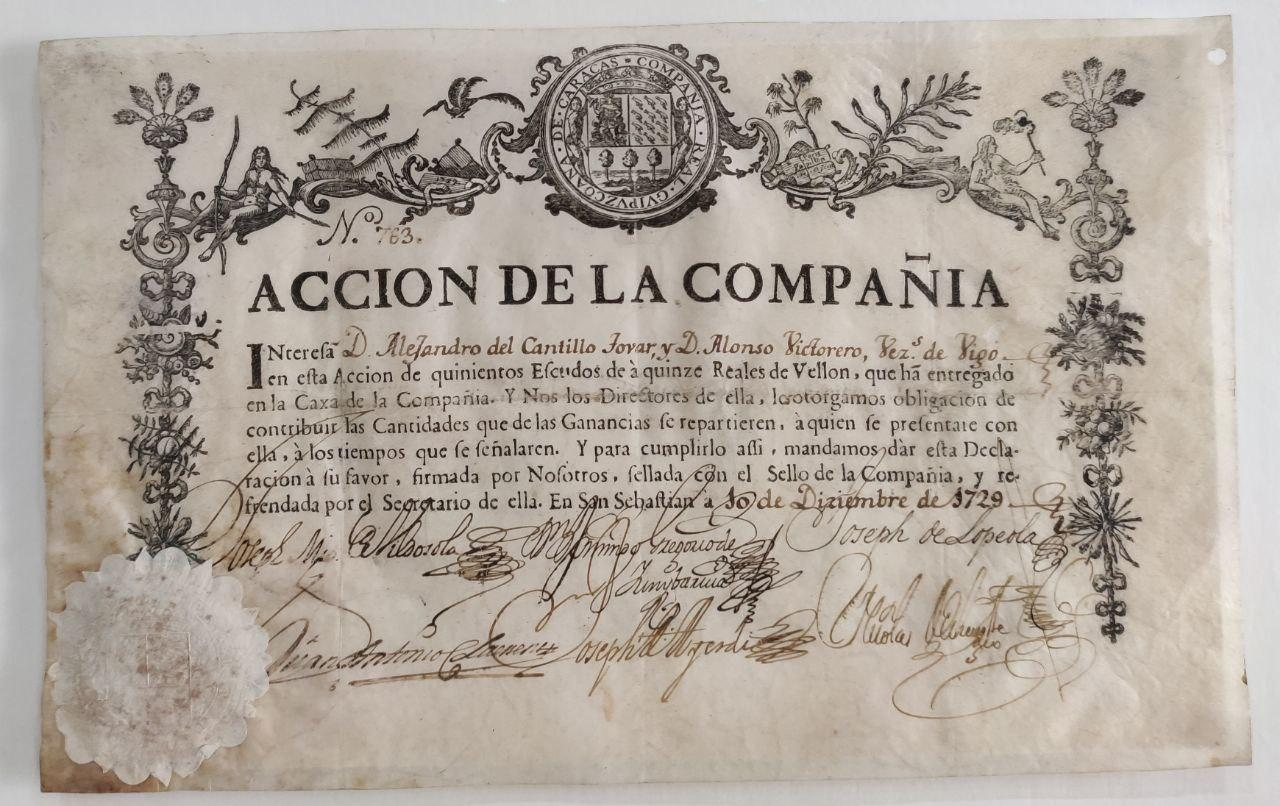
Acción de la Real Compañía Guipuzcoana de Caracas, San Sebastián, 10 de diciembre de 1729.

Desde 1503, bajo la dinastía de los Austrias, el comercio con América se realizaba desde el puerto de Sevilla (y tras 1717, desde Cádiz) en condiciones de monopolio que impedían a otras ciudades comerciar con las Américas, o las Indias, como entonces se las llamaba.
A comienzos del siglo XVIII, existieron algunas compañías que intervinieron en el comercio de las provincias españolas de ultramar, como fue el caso de la Real Compañía de Guinea, empresa comercial de origen francés que vendía esclavos; y la Compañía del Mar del Sur inglesa, que igualmente debía encargarse del abastecimiento de esclavos.
Estas empresas aprovecharon el asiento de negros para realizar contrabando de esclavos africanos y mercancías, lo cual perjudicó en gran medida los intereses económicos del gobierno metropolitano y del rey de España.
Ejemplo de este contrabando es el realizado por los holandeses con relación al tabaco procedente de Barinas. Dicho tabaco se enviaba en jarras de porcelana azul de Delft (Holanda) a través de barcos que remontaban el Orinoco y el Apure hasta la propia Provincia de Barinas, mientras que el comercio (legal) del tabaco con España se realizaba mediante recuas de mulas a través de los Andes venezolanos hasta el puerto de Gibraltar, en el sur del Lago de Maracaibo.
El contrabando neerlandés llegó a superar el comercio colonial del tabaco con España, por lo que la Corona Española construyó dos fuertes junto al Orinoco para combatirlo, ya en el siglo XVIII. Las jarras neerlandesas de tabaco con las que se comerciaba en Europa llevaban la inscripción Farinas, lo cual identificaba claramente a Barinas como el origen del producto ya que venía a ser una deformación fonética de Varinas (y tanto en neerlandés como en alemán la letra "V" tiene el sonido de la "F" castellana).
La Compañía Guipuzcoana fue una de un pequeño número de sociedades mercantiles que la dinastía Borbón fletó en el siglo XVIII, parte de ese reformismo borbónico tenía como fin de modernizar el comercio español con las Américas : 100  para integrar las economías en la periferia del imperio americano y reducir la piratería y el contrabando que ingleses, holandeses y franceses practicaban a lo largo del Caribe.
Sociedades similares, que también disfrutaron de privilegios comerciales (por lo que a veces se las llamaba ‘compañías privilegiadas’) fueron la Compañía de Comercio de Barcelona, la Compañía de Honduras, la Compañía de Sevilla y la Compañía de La Habana, todas tomando como modelo las sociedades comerciales establecidas en el siglo XVII por Inglaterra, Holanda y Francia. Además de estas compañías, también se otorgó privilegios reales a un número de manufacturas reales establecidas durante este periodo.

## Actuación de la Compañía Guipuzcoana

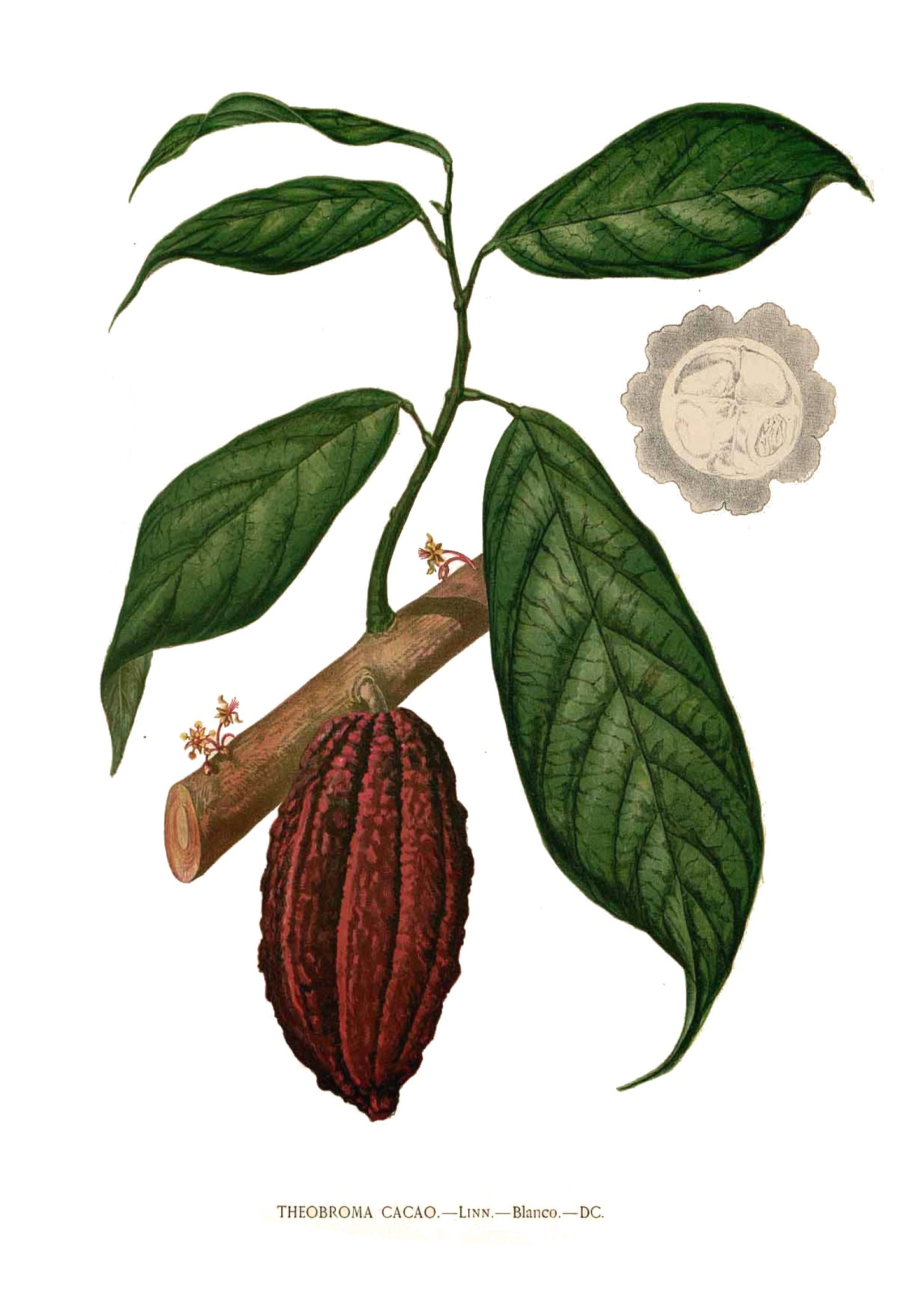
Theobroma cacao, planta cuyo comercio monopolizó la Compañía Guipuzcoana.

Las operaciones de la Guipuzcoana se iniciaron a mediados de 1730, fecha en que llegaron a La Guaira los dos primeros barcos de la Compañía. Los resultados de su actividad fueron plenamente satisfactorios, y puede decirse que los comerciantes lograron los objetivos que se habían propuesto al constituir la compañía:
- Primero: aseguraron el comercio exclusivo con la Provincia de Venezuela, que antes beneficiaba a otros grupos, principalmente a comerciantes ingleses y holandeses.
- Segundo: aseguraron el envío de frutos a España, regularizando y aumentando los embarques de cacao (véase: Historia del chocolate en España), tabaco y añil, principalmente, y de esta manera pudieron rebajar los precios de dichos frutos en la Península.
- Tercero: consiguieron frenar y disminuir el contrabando, persiguiendo y hostigando a los comerciantes extranjeros que venían ejerciendo ilegalmente actividades comerciales en perjuicio de la Corona.
- Cuarto: influyó decisivamente en la política interna de la Provincia de Venezuela, a través de los gobernadores de origen vasco que dirigieron la provincia y la Capitanía General de Venezuela después de su creación en 1777.
- Quinto: los navíos de la Compañía Guipuzcoana fueron los responsables de la introducción de las ideas del Enciclopedismo y de la Ilustración en Venezuela, como señala Ramón de Basterra en su obra Los navíos de la Ilustración (1925). Así pues, no es casualidad que las ideas republicanas de Montesquieu (la división de los poderes, el estado de derecho, etc.) y de otros filósofos y pensadores europeos encontraran pronta difusión en Venezuela, donde las familias terratenientes caraqueñas conocían y discutían estas ideas (durante bastante tiempo estuvieron vetadas en la propia España) lo cual fue el origen, a su vez, de los ideales de independencia americanos. Tampoco es casualidad que estos ideales surgieran originalmente en Caracas, antes que en otras partes de Hispanoamérica, por el mismo motivo. La frase del Himno Nacional venezolano "seguid el ejemplo que Caracas dio" hace referencia a este hecho.
- Sexto: la Compañía Guipuzcoana también promovió y tomó parte activa en la exploración del territorio venezolano (por ejemplo, con la expedición de límites en la cuenca del Orinoco en 1750, comandada por José de Iturriaga y Aguirre).

## Atribuciones de la Compañía Guipuzcoana

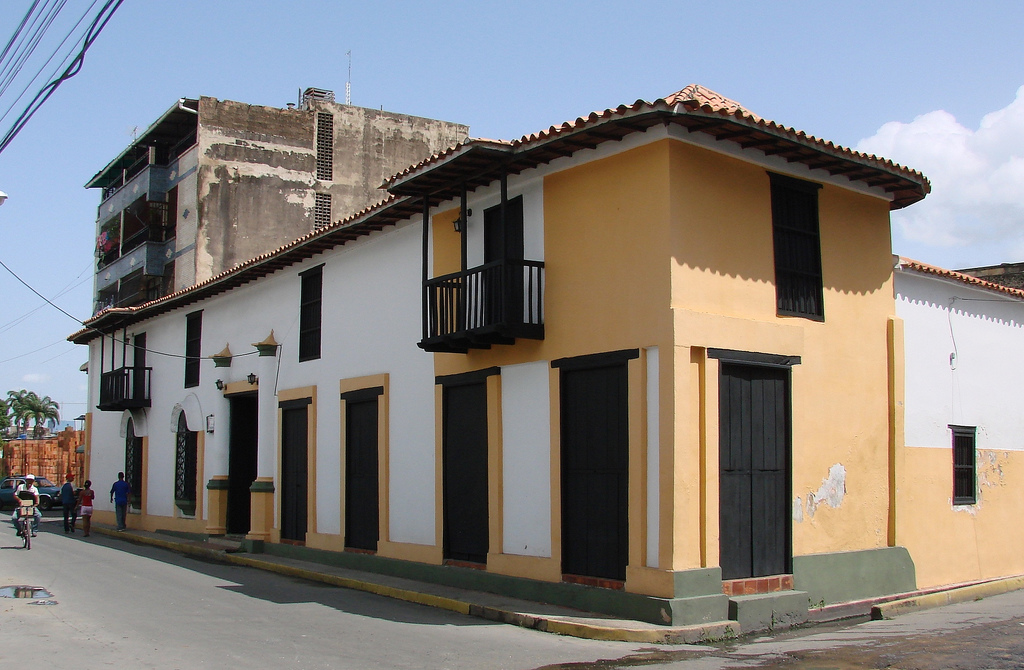
Sede de la Compañía en Cagua, estado Aragua, Venezuela.

Se estableció que la Compañía Guipuzcoana podía despachar dos barcos anualmente, cargados de todo tipo de mercancías y equipados para la guerra. En Venezuela podían llegar indistintamente a La Guaira o Puerto Cabello y de allí comerciar con el resto de la Provincia. Dentro de las misiones que se asignaron a la Guipuzcoana, la que más le interesó a España fue la relativa a la vigilancia del litoral; para ello debían mantener uno o dos barcos artillados en Venezuela con el fin de evitar la entrada de los contrabandistas holandeses, ingleses o franceses, y en caso de ser apresados, sus capitanes recibieron patentes de corso, esto es, podían disponer de las mercancías confiscadas y venderlas como si fueran traídas de España. En estas actividades se distinguieron Blas de Lezo, José de Iturriaga y Gabriel de Zuloaga. El Rey se reservó el derecho de hacer concesiones semejantes a otras corporaciones, pero esta cláusula solo fue empleada como una amenaza para obligar a la compañía a cumplir con puntualidad sus compromisos, siendo derogada en 1732 aunque en forma condicionada, y definitivamente eliminada por real cédula de 1742.
A la compañía se debió la colonización de Cumaná y varios ensayos pesqueros. Los vascos establecidos en Venezuela prosiguieron la colonización principalmente en los valles de Aragua, en las llanuras de Cojedes, Portuguesa, Guayana y costas de Caracas. Introdujeron, entre otras cosas, el añil de tinte, el algodón y la caña de azúcar. La declaración de libre comercio de 1778 refrendada por el rey Carlos III en el marco de la reformas borbónicas y el acoso inglés determinaron su cierre en 1785. El vínculo entre Venezuela y Pasajes-San Sebastián se mantuvo hasta finales del siglo XVIII.

## Reacción desfavorable de la provincia de Caracas ante la compañía Guipuzcoana

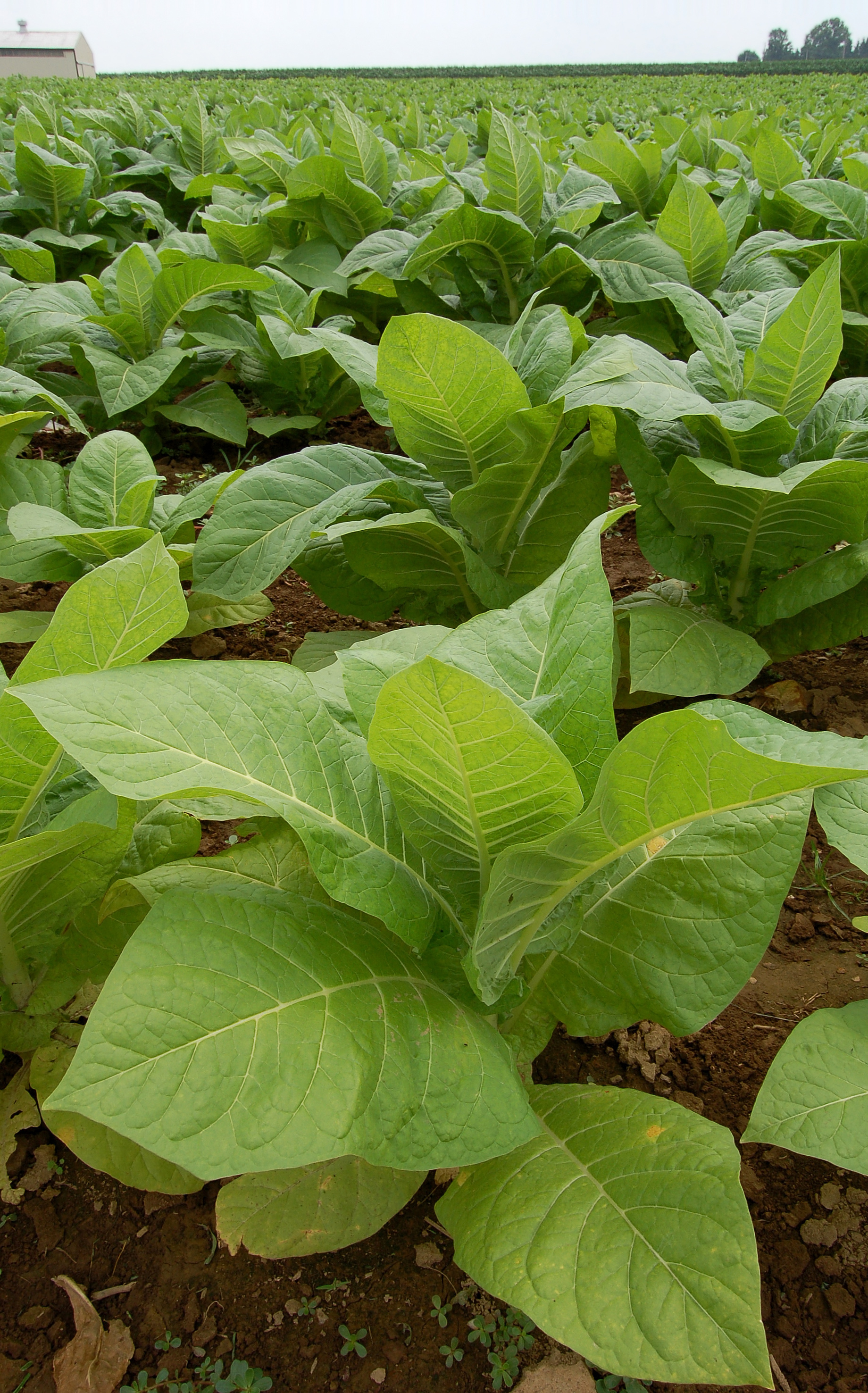
Tabaco (Nicotiana tabacum), planta cuyo comercio también monopolizó la Compañía Guipuzcoana.

La Compañía Guipuzcoana obtuvo un trato preferencial de Felipe V. Para evitar la resistencia que sus gobernadores y oficiales reales habían presentado a las compañías anteriormente fundadas, la puso bajo su protección y despachó instrucciones a todos los funcionarios de las Indias para que no entorpecieran sus labores, por el contrario, le ofrecieran toda clase de facilidades. Por último, el gobernador de la Provincia de Caracas fue nombrado Juez Conservador de la Compañía. De esta manera fue consagrado el carácter oficial de la empresa, en cuyas manos quedó el control económico de la provincia. La llegada de la Compañía causó una reacción desfavorable, ya que para tal decisión no se había tomado en cuenta al cabildo local.
Además, las acciones de la Compañía encontraron oposición en los hacendados y pequeños propietarios venezolanos, quienes consideraban que la Guipuzcoana lesionaba sus intereses.
La mayoría de los productores y comerciantes coloniales aducían las siguientes razones para oponerse a la Compañía Guipuzcoana:
- Interrumpía el desarrollo y el control de sus actividades económicas.
- Atacaba directamente los intereses de los hacendados al tratar de impedir el contrabando.
- Intentaba apoderarse del comercio entre Venezuela y México, controlado por los productores de cacao.
- Bajaba los precios de los productos venezolanos.
- No pagaba sus compras con dinero, sino con mercancía a precios inflados.
- Usaba métodos arbitrarios en la adquisición de productos venezolanos y en la distribución de mercancías europeas.
- Desplazaba del comercio a todos los mercaderes, inclusive a los de Cádiz.
- Quiso controlar el comercio de esclavos.
- No mantenía abastecida a la provincia, lo cual perjudicaba hasta el comercio al detal.

## Movimientos contra la Real Compañía Guipuzcoana

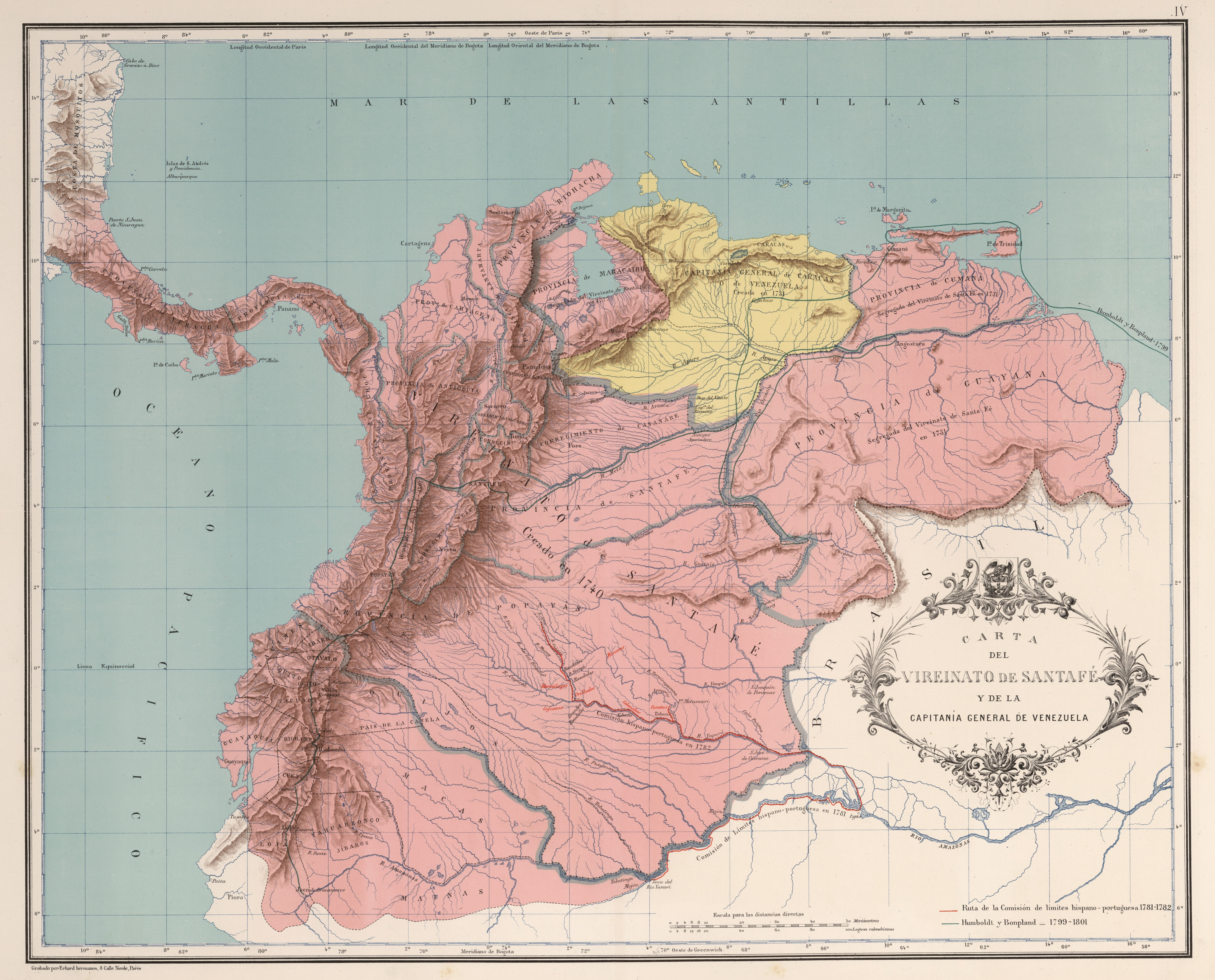
Virreinato de Nueva Granada, llamado también de Santafé, (en rosa) y provincia de Venezuela (en amarillo) en 1742, que se convertirá en Capitanía General de Venezuela en 1777.

Las acciones de la Real Compañía Guipuzcoana fueron rechazadas no solo por los contrabandistas, sino por toda la Provincia de Venezuela.
Este malestar se manifestó a través de protestas y conspiraciones como las del zambo Andresote (1730–1733), apoyado por hacendados y comerciantes de los valles de Yaracuy y por contrabandistas holandeses; el llamado Motín de San Felipe (1741), que recibió apoyo del Cabildo, terratenientes, comerciantes y "gente del pueblo", y el movimiento de Juan Francisco de León (1749) apoyado por mestizos, mulatos y negros libres y sustentado con armas por los hacendados de Barlovento. Estos movimientos no tenían la intención de romper lazos políticos con la Corona, pero sí querían debilitar el control excesivo de la Compañía Guipuzcoana.
La revuelta de Juan Francisco de León despertó cierta desconfianza hacia la compañía de parte de la Corona, no solo por este hecho sino porque no le rendía cuenta de sus operaciones y desde 1741 había suspendido la entrega de dividendos, por lo cual los accionistas estaban descontentos. Se acusaba a los directores de hacer negocios personales. La Corona ordenó la convocatoria de una Junta General que se reunió en la Sala del Consulado de San Sebastián, dictándose un reglamento que estableció severas medidas sobre los llamados «gastos secretos», pues había la sospecha, expresada en el proyecto original de ese documento, acerca de «honorarios» que la compañía le daba al obispo y al gobernador de Caracas. Manuel de las Casas, representante de la Corona en el Consejo de la Compañía expresó: 

Su Majestad no está ignorante de esto desde que durante siglos pasados ha visto que quienes van a América con un sueldo que apenas cubre sus necesidades, vuelven con dos, cuatro y ochocientos mil pesos fuertes. Esto es conocido y no le veo remedio.
Manuel de las Casas

La asamblea de la compañía en Caracas optó por enviar a José de Iturriaga a España para defender a la Real Compañía, ocasión en la que redactó un Manifiesto que buscaba desvirtuar ante la Corte Española los cargos que se le hacían desde Venezuela. Dicho Manifiesto pretendía probar los beneficios traídos por la Guipuzcoana y, al mismo tiempo, la ilegalidad de la rebelión de Juan Francisco de León que se acababa de producir contra ella.

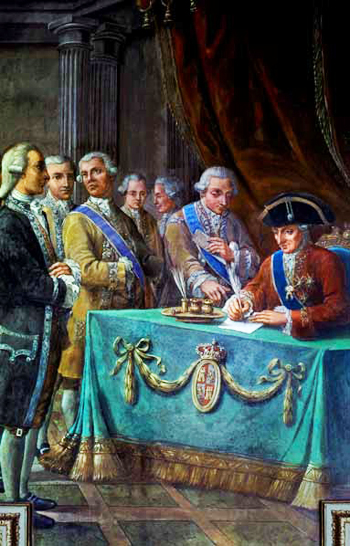
Carlos III firma el Decreto de libre comercio con América en 1778, por Pedro Pablo Montaña.

En la última rebelión (1750) de León lanzó un manifiesto en el que pedía la libertad del mercado del cacao, de navegación y de comercio con otros países. En 1752 fue apresado finalmente por el teniente general Felipe Ricardos mientras que entre los detenidos, el isleño Andrés Rodríguez Betancourt fue pasado por las armas; el mulato Juan Muchingo y el zambo Raimundo Romero ahorcados. El 28 de marzo de 1752 es enviado como prisionero junto a sus hijos y otros alzados a la prisión del Arsenal de la Carraca en Cádiz; allí Juan Francisco de León contrajo viruela y murió el 2 de agosto de 1752. De esta manera terminó este movimiento que mantuvo durante más de dos años agitada la provincia de Caracas, y aunque los rebeldes fracasaron en sus propósitos, el conflicto de intereses entre las partes tuvo importantes consecuencias:
- Las autoridades acogieron las acusaciones formuladas contra la Guipuzcoana durante la revuelta, y tomaron medidas para corregirlas.
- Se creó una junta de precios, formada por el gobernador, un representante del Cabildo y otro de la Compañía, para fijar los precios del cacao y otros rubros.
- Se aseguró a los hacendados y cosecheros un sexto de la capacidad de los barcos de la compañía para que remitieran por su cuenta frutos a España.
- Se garantizó a los cosecheros y mercaderes criollos el derecho de seguir comerciando con México y se le negó a la Compañía participar en este comercio.
- Después de la revuelta mejoraron los precios del cacao y la compañía incrementó sus exportaciones a España.
- Se permitió a los hacendados y mercaderes criollos adquirir acciones de la Compañía, y de esa manera, tener participación en los beneficios de la empresa.

No hay duda de que esta última consecuencia fue la más importante. Los nobles criollos, que habían luchado contra la Compañía y habían apoyado e incitado a de León en su revuelta, eran ahora los que obtenían los beneficios de aquel movimiento. Teniendo de su parte a los nobles terratenientes que ahora eran accionistas suyos, la Guipuzcoana no tuvo ya más problemas serios. Esto explica, en cierto modo, la tranquilidad y la paz en que opera la Compañía en los siguientes treinta y cinco años de permanencia en Venezuela hasta que fue declarada extinta en 1785 como consecuencia de la aplicación de las reformas borbónicas que permitían el librecambio comercial entre España e Hispanoamérica tal como lo preconizaba Juan Francisco de León. Al flexibilizar el monopolio existente se abrió al comercio 13 puertos de España con 27 de Indias.

## La Real Compañía de Filipinas
El 10 de marzo de 1785 por una Real Cédula de Carlos III se crea la Real Compañía de las Filipinas dirigida por Francisco Cabarrús, asumiendo las funciones que hasta ese momento había venido desarrollando la Real Compañía Guipuzcoana de Caracas. Su finalidad era promover el comercio directo entre Filipinas (colonia del Imperio español) y la metrópoli. Se fundó con un fondo inicial de 3000 acciones de 250 pesos cada una, participando en la operación las incipientes empresas financieras españolas. Más tarde, incrementa su capitalización con la emisión de bonos.
Tuvo el monopolio de la industria del comercio, sirviendo para mantener una actividad estable entre Asia y España a través de la ruta del cabo de Buena Esperanza y reforzando el papel de las Filipinas en el entorno asiático. No obstante, redujo los derechos de monopolio de las demás compañías del imperio, cuando comenzó a crecer y participar con otros monopolios españoles, lo que dio lugar a problemas sobre competencias con los que operaban con productos similares con América. Más graves fueron los conflictos con los propios filipinos, que usaban la ruta con Acapulco para sus actividades y con el Reino Unido, que mantenía el comercio asiático como primera potencia. Estos problemas derivaron en una progresiva decadencia del proyecto a partir de 1794, quedando prácticamente inoperativa a finales del siglo XVIII y comienzos del XIX. Durante la regencia de María Cristina, en nombre de Isabel II, la compañía fue disuelta.

## Influencia en España

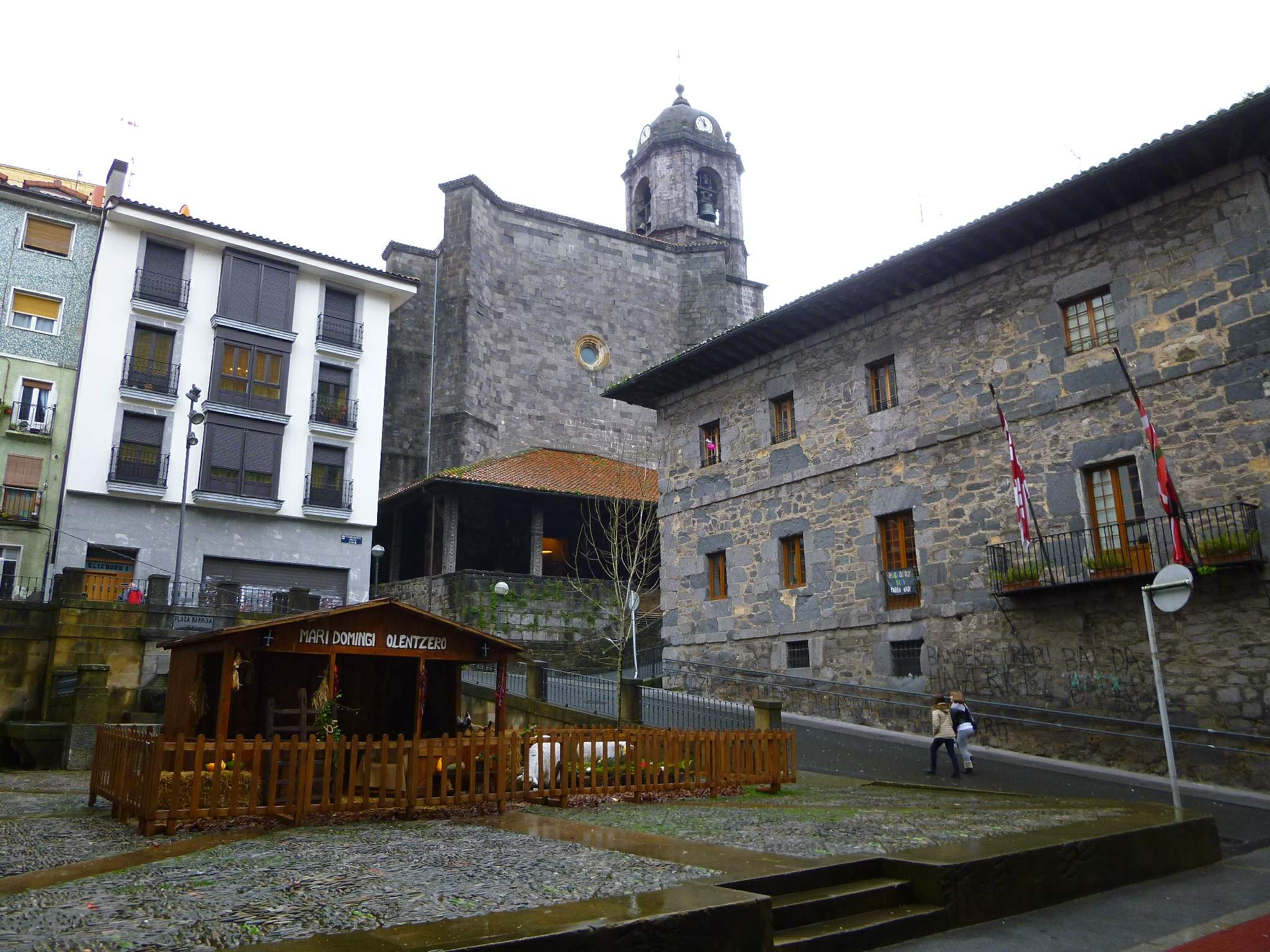
Placencia, una localidad clave en la fabricación de armas para la compañía en Guipúzcoa.

La Real Compañía Guipuzcoana de Caracas tuvo gran influencia en el desarrollo económico, social y político de España y de San Sebastián en particular, donde estaba la sede principal hasta que fue mudada a Madrid en 1751. Fue una empresa a base de acciones, cubiertas por capitalistas vascos, principalmente de la provincia de Guipúzcoa, donde se establecieron diversas actividades y se incrementó el empleo. El Rey tuvo una considerable participación en el negocio, pues recibió de los empresarios 200.000 pesos en acciones. Esta circunstancia dio a la Compañía Guipuzcoana carácter oficial. De allí su denominación de Real Compañía.
En 1735 la Real Compañía Guipuzcoana establece una tutela sobre la declinante producción armera española que para ese entonces era superada por Inglaterra y Francia. La organización de la producción venía realizándose de forma gremial agrupándose en cuatro gremios principales, que eran cajeros, cañonistas, llaveros y aparejeros. La Compañía controlaba la producción en Éibar, Placencia y Tolosa fijando precios y salarios.
La Real Sociedad Bascongada de Amigos del País fue creada en 1765 bajo el patrocinio de la Real Compañía Guipuzcoana de Caracas, con el fin de promover el desarrollo, en este caso fundamentalmente el cultural, así como difundir las nuevas ideas y conocimientos científicos y técnicos de la Ilustración.

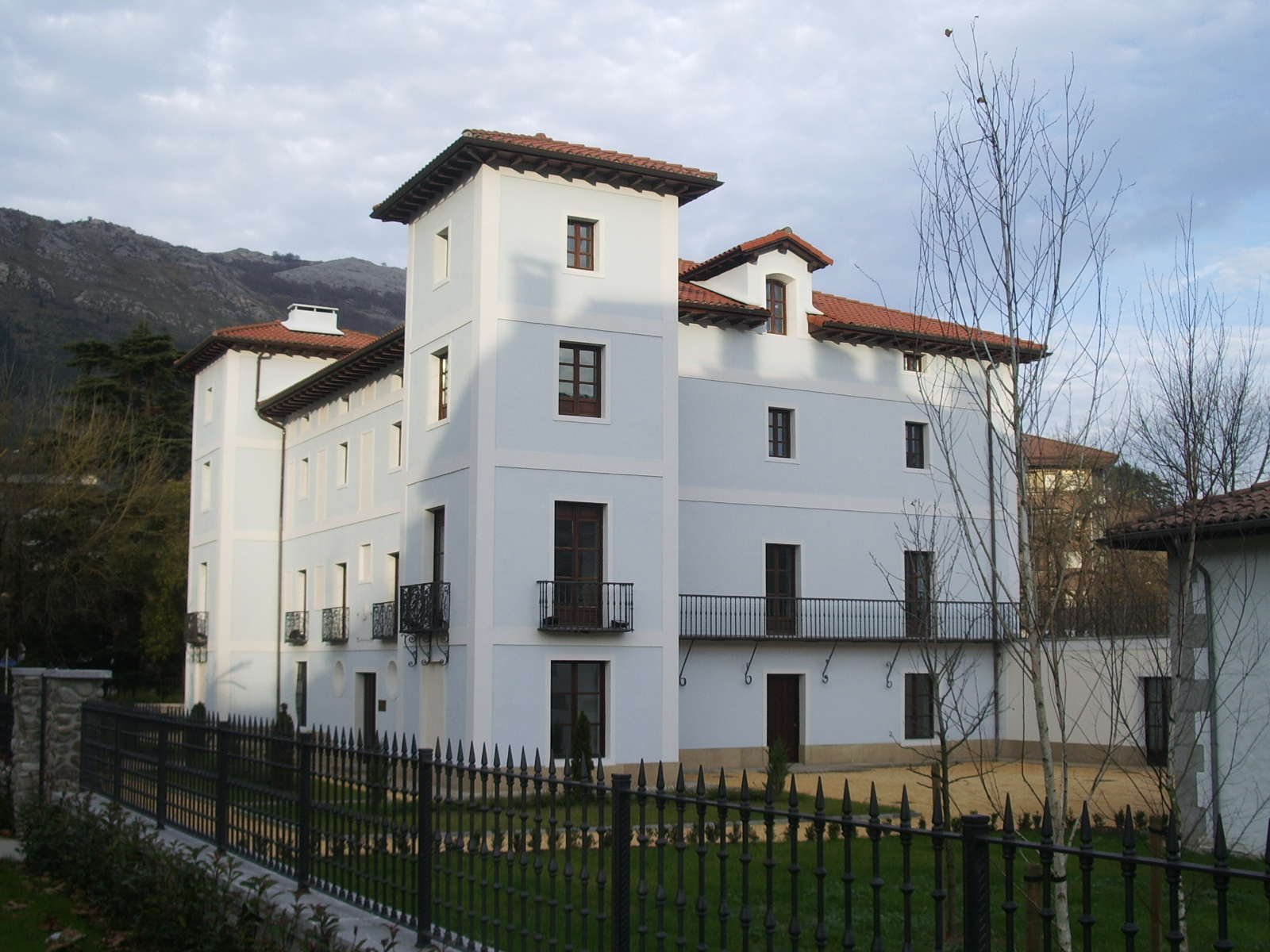
Palacio de Insausti de Azcoitia sede principal de la Real Sociedad Bascongada de Amigos del País.

Nació del grupo «Caballeritos de Azcoitia» o «Triunvirato de Azcoitia», impulsado especialmente por Xavier María de Munibe e Idiáquez, conde de Peñaflorida, junto a José María de Eguía, marqués de Narros, y Manuel Ignacio Altuna. Fue la primera sociedad de este tipo creada en España, extendiéndose desde su primera sede en Vergara por todo el país.
Los socios dividieron sus actividades en cuatro secciones: agricultura; ciencias y artes útiles; industria y comercio; y política y buenas letras.
Entre los miembros estarían los reformistas más importantes de la época, como Foronda, Villahermosa, Olavide, Azara, Meléndez Valdés, Samaniego y notorios científicos extranjeros.
Establecieron una importante biblioteca, en la que figuraban las obras más importantes, y crearon el Seminario de Vergara, donde se enseñaban algunas materias clásicas junto a las nuevas como lenguas vivas, geografía, ciencias experimentales, matemáticas, técnicas, etc.